# Chiusura (film)
Chiusura è un film documentario del 2001 diretto da Alessandro Rossetto.
Girato in Super 16mm, Chiusura è stato restaurato e digitalizzato a cura di Cinecittà SpA nel 2022.

## Trama
Dopo 45 anni di ininterrotta attività, il negozio di parrucchiera della signora Flavia sta per chiudere. Il film racconta le ultime settimane di apertura di questo negozio alla periferia di Padova e il mondo circostante: un piccolo circo e una squadra di calcio femminile. 